# Salon International de l’Artisanat de Ouagadougou
Der Salon International de l’Artisanat de Ouagadougou (SIAO) ist eine alle zwei Jahre in Ouagadougou stattfindende Kunsthandwerksmesse mit Kunsthandwerkern und Künstlern aus Burkina Faso und ganz Westafrika. Das Ausstellungsgelände befindet sich im Osten der Stadt an der Ringstraße.